# Dekanat Kalwaria Pacławska
Dekanat Kalwaria Pacławska – dekanat wchodzący w skład archiprezbiteratu przemyskiego w archidiecezji przemyskiej.

## Historia
Dekanat został utworzony 18 maja 2003 roku, decyzją abpa Józefa Michalika. W skład nowego dekanatu weszły parafie z wydzielonego terytorium dekanatów:
- birczańskiego – Kalwaria Pacławska, Rybotycze, Sierakośce-Nowe Sady.
- przemyskiego I – Grochowce, Hermanowice, Kormanice.

Dziekanem jest ks. Zbigniew Kołodziej, proboszcz w Kormanicach.

## Parafie
- Grochowce – pw. Nawiedzenia Najświętszej Maryi Panny
  - Kniażyce – kościół filialny pw. Wniebowzięcia Najświętszej Maryi Panny
  - Witoszyńce – kościół filialny pw. Najświętszej Maryi Panny Nieustającej Pomocy
- Hermanowice – pw. Najświętszej Maryi Panny Królowej Polski
  - Kupiatycze – kościół filialny pw. bł. Jana Balickiego
  - Malhowice – kościół filialny pw. św. Józefa Sebastiana Pelczara
- Kalwaria Pacławska – pw. Znalezienia Krzyża Świętego (Franciszkanie Konwentualni)
  - Leszczyny – kościół filialny pw. św. Franciszka z Asyżu
- Kormanice – pw. Narodzenia Najświętszej Maryi Panny
  - Darowice – kościół filialny pw. Matki Bożej Różańcowej
  - Koniusza – kościół filialny pw. św. Izydora
  - Aksmanice – kościół filialny pw. Aniołów Stróżów
  - Młodowice – kościół filialny pw. św. Jana Pawła II
- Rybotycze – pw. św. Tomasza Apostoła
  - Huwniki – kościół filialny pw. Najświętszej Maryi Panny Królowej Polski
  - Makowa – kościół filialny Ducha Świętego
- Sierakośce - Nowe Sady – pw. Trójcy Przenajświętszej
  - Nowe Sady – kościół filialny pw. Najświętszego Imienia Jezusa i św. Wendelina

## Zgromadzenia zakonne
- Kalwaria Pacławska – oo. Franciszkanie Konwentualni
- Grochowce – ss. Służebniczki starowiejskie (1887)